# Orwell, Cambridgeshire
Orwell är en ort och civil parish i Storbritannien.   Den ligger i distriktet South Cambridgeshire i grevskapet Cambridgeshire i riksdelen England, i den sydöstra delen av landet, 70 km norr om huvudstaden London. Orwell ligger 38 meter över havet och antalet invånare är 1 080.
Terrängen runt Orwell är platt. Runt Orwell är det ganska tätbefolkat, med 149 invånare per kvadratkilometer. Närmaste större samhälle är Cambridge, 11,3 km nordost om Orwell. Trakten runt Orwell består till största delen av jordbruksmark.